# Yomi Scintu
Yomi Samuele Scintu (* 20. Mai 1997 in München, Deutschland) ist ein italienisch-kongolesischer Fußballspieler. Er spielt vorwiegend auf den Außenpositionen im Angriff, wird aber auch im Mittelfeld eingesetzt. Gegenwärtig spielt er bei Türkgücü München.

## Karriere
Scintu begann seine Karriere in der Jugend des MTV Ingolstadt. 2010 wechselte er in die Jugend des FC Ingolstadt 04 und spielte dort in der Saison 2015/16 in der A-Junioren-Bundesliga Süd/Südwest. Direkt im Anschluss wagte der flinke Außenstürmer den Sprung in den Herrenbereich und wechselte in die Nachbarstadt zum VfB Eichstätt in die Bayernliga Nord. Der Mannschaft gelang durch die Meisterschaft der direkte Aufstieg in die viertklassige Regionalliga Bayern. Scintu trug durch sieben Tore in 31 Spielen entscheidend zum Aufstieg bei. Die Saison 2017/18 schloss der VfB Eichstätt trotz minimalen Budgets auf einem respektablen siebten Platz ab; Scintu schoss abermals sieben Tore in diesmal 21 Spielen. Die zweite Saison in der höchsten bayerischen Amateurliga verlief nach anfänglichen Problemen noch wesentlich erfolgreicher. Eichstätt konnte sich in der Spitzengruppe etablieren und kämpfte schließlich gegen die zweite Mannschaft des FC Bayern München um die Meisterschaft. Scintu zeigte abermals gute Leistungen: Er lief 19 mal für seinen Verein auf und schoss dabei fünf Tore; ein Spiel bestritt er zudem in der zweiten Mannschaft in der Bezirksliga Oberbayern Nord und schoss dort ebenfalls ein Tor.
Daraufhin wurde das MLS-Franchise Philadelphia Union auf den Spieler aufmerksam und verpflichtete ihn am 8. März 2019 nach einem Probetraining im Februar 2019 für sein Farmteam Bethlehem Steel, das in der zweithöchsten nordamerikanischen Liga USL Championship spielt. Zuvor hatte er im Januar 2019 auch ein Probetraining beim österreichischen Zweitligisten FC Blau-Weiß Linz absolviert, wurde jedoch nicht verpflichtet. Bei Bethlehem gab Scintu am 20. April 2019 bei der 0:3-Niederlage gegen Indy Eleven sein Profidebüt in der USL Championship, als er in der Schlussphase eingewechselt wurde. Bis zum Ende der Saison 2019 folgten 9 weitere Einsätze, in denen er ein Tor erzielte. Zur Saison 2020 benannte sich das Team in Philadelphia Union II um. Er kam 4-mal als Einwechselspieler zum Einsatz und erzielte ein Tor.
Ende 2020 wurde sein Vertrag bei Philadelphia Union II nicht verlängert und Scintu damit vereinslos. Zur Saison 2021/22 wechselte er zu Türkgücü München in die 3. Liga. Der Verein musste Ende Januar 2022 Insolvenz anmelden und den Spielbetrieb rund zwei Monate später nach dem 31. Spieltag einstellen. Scintu war bis dahin einmal zum Einsatz gekommen. Er schloss sich anschließend nach einigen Wochen Vereinslosigkeit der SG Sonnenhof Großaspach in der Oberliga Baden-Württemberg an, wo er aber nur bis zur Winterpause blieb. Nach sieben Spielen in der Oberliga wechselte er zurück in der Regionalliga Bayern und beendete die Saison 2022/23 bei Wacker Burghausen. Dort kam er aber nur sporadisch zum Einsatz und so wechselte er zur folgenden Saison zum FC Pipinsried in die Bayernliga Süd. Im Sommer 2024 kehrte er zu Türkgücü München zurück.